# Kirche Liemehna

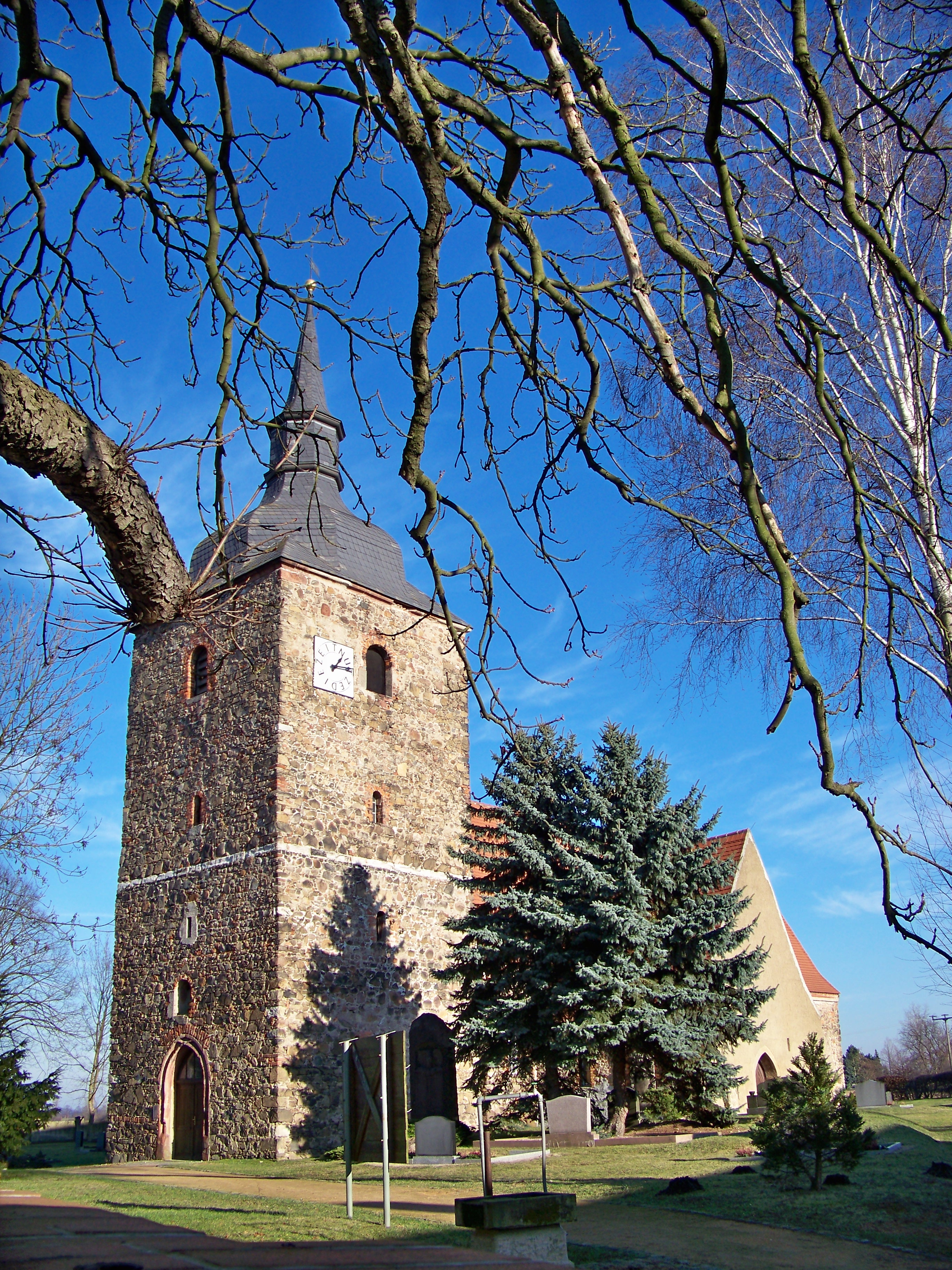
Kirche Liemehna

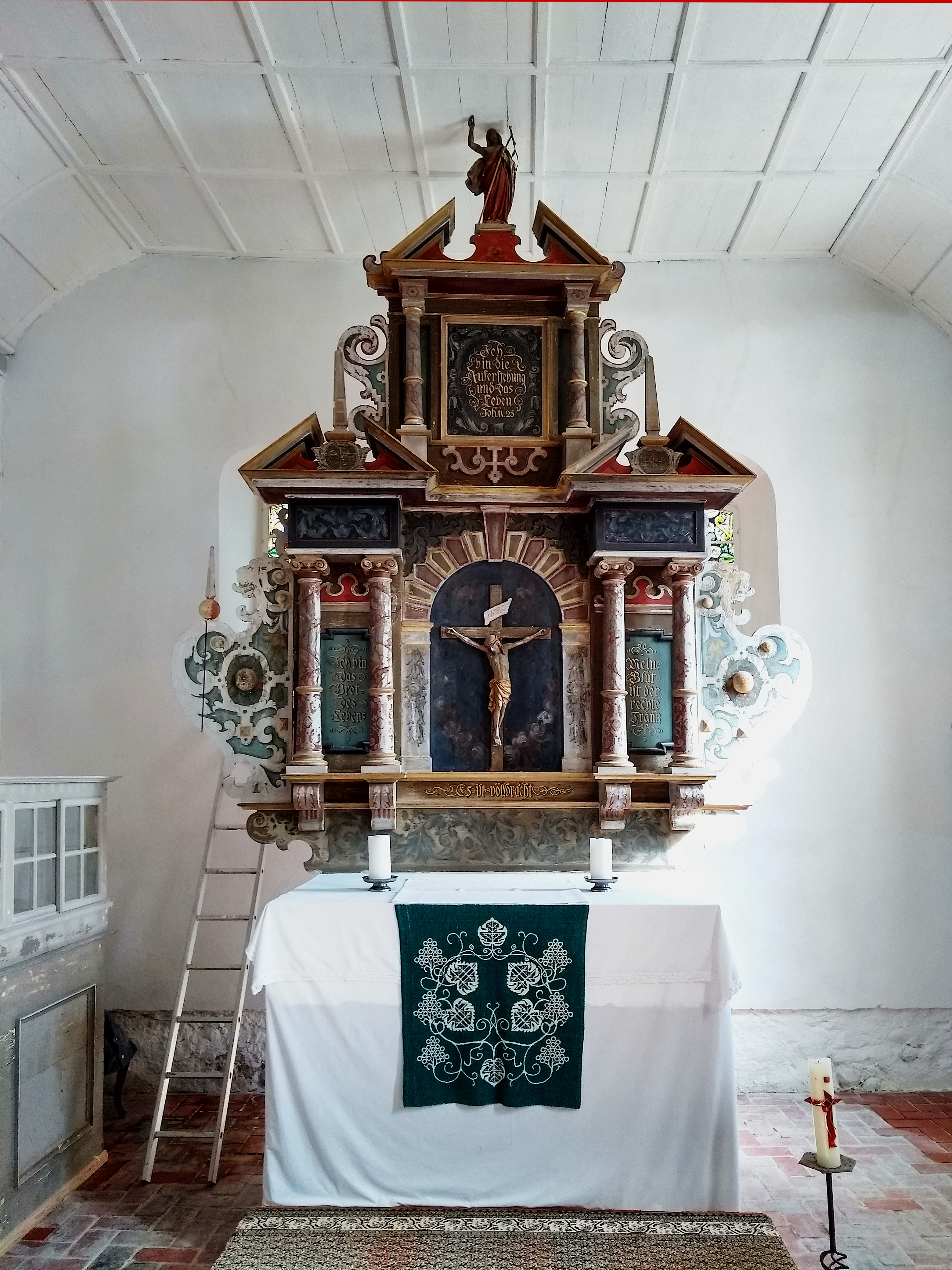
Altar, September 2021

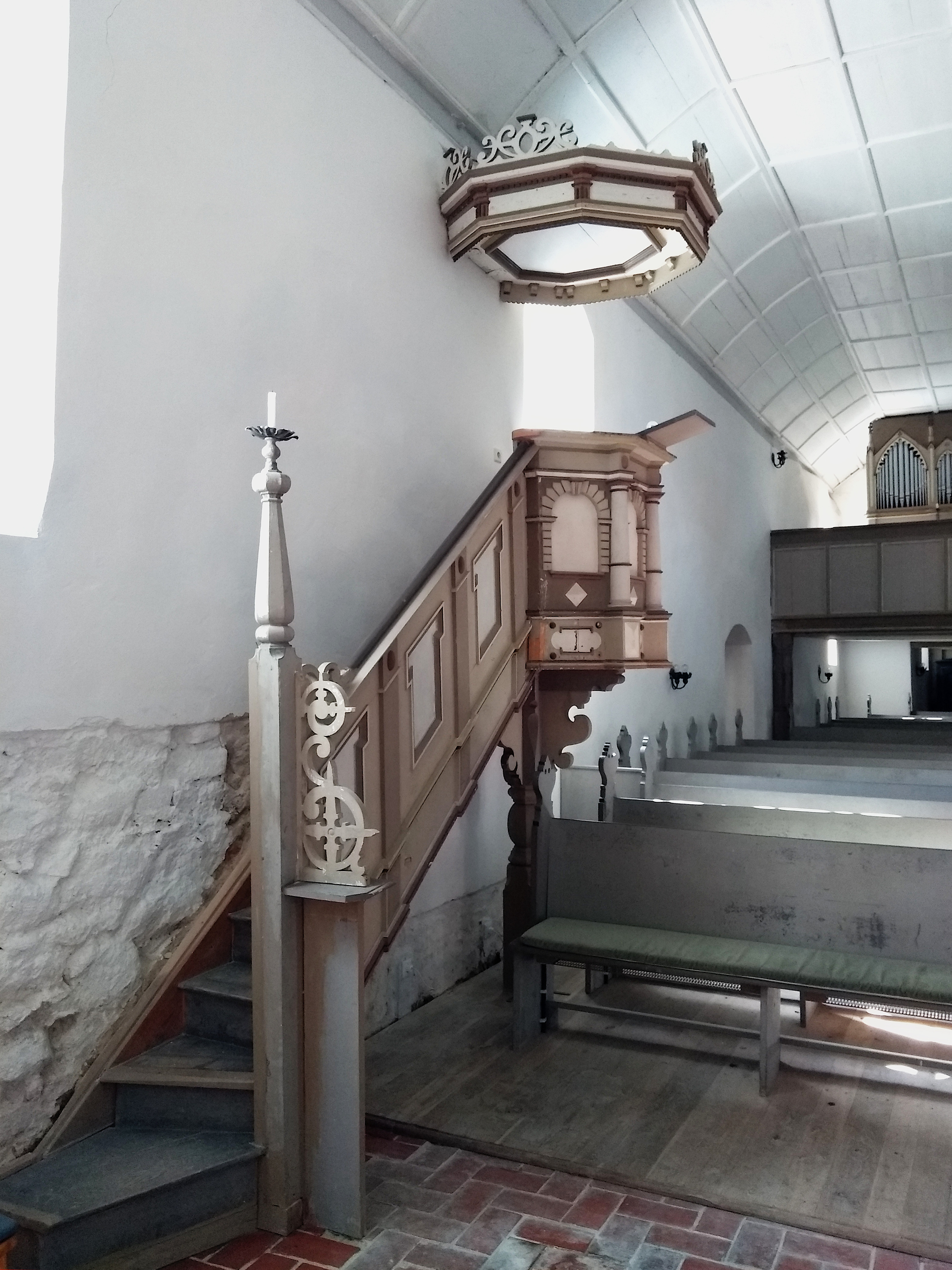
Kanzel

Die evangelische Dorfkirche Liemehna ist eine im Kern romanische Saalkirche im Ortsteil Liemehna von Jesewitz im Landkreis Nordsachsen in Sachsen. Sie gehört zum Pfarrbereich Krostitz im Kirchenkreis Torgau-Delitzsch der Evangelischen Kirche in Mitteldeutschland und kann in der Regel nicht besichtigt werden.

## Geschichte
Die Kirche in Liemehna wurde als große romanische Saalkirche um das Jahr 1200 erbaut und später mehrfach um- und wiederaufgebaut. Nach 1500 wurde der ehemalige Chorraum auf Saalbreite verbreitert, der Turmaufbau und die Portalvorhalle erbaut. Nach Zerstörungen im Dreißigjährigen Krieg im Jahr 1639 erfolgten in den Jahren 1658 bis 1660 eine Instandsetzung, die Vergrößerung der Fenster und der Aufbau der Turmhaube. Restaurierungen wurden in den Jahren 1972 und 1991 vorgenommen.

## Architektur
Das Bauwerk ist ein verputzter Bruch- und Feldsteinbau mit geradem Ostschluss. Der wuchtige Westturm ist über quadratischem Grundriss erbaut, mit zwei kleinen Vorhangbogenfenstern an der Nordwand und mit einer Welschen Haube als Abschluss versehen. An der Westseite erschließt ein spitzbogiges Porphyrportal mit verschränktem Stabwerk das Gebäude. An der Nordseite ist die Sakristei aus Backstein, an der Südseite eine Portalvorhalle mit spitzbogigem Eingang angebaut.
Im Innern ist der Turm zum Saal mit einem hohen Rundbogen geöffnet, der durch die Empore und die Orgel verstellt ist. Eine hölzerne Felderdecke schließt den Raum ab. Die ursprüngliche Deckenbemalung mit Akanthus- und Rankenschmuck wurde im Jahr 1972 übermalt. Die Decke wurde ebenso wie Altar und Kanzel von Georg Fischer aus Eilenburg geschaffen und ist auf das Jahr 1677 datiert. Einfache Emporen umgeben den Raum auf drei Seiten. Die Sakristei ist tonnengewölbt.

## Ausstattung
Der aufwendige architektonische Altaraufbau zeigt im Hauptfeld eine Rundbogennische mit einem Kruzifix aus dem Jahr 1910. Der kräftige gesprengte Giebel wird durch Doppelsäulen getragen, seitlich sind breite Anschwünge angebracht. Im Auszug ist eine Inschrift mit einer kleinen Figur des auferstandenen Christus darüber angeordnet. Die Kanzel aus Holz ist mit Bogenquaderung versehen, der ursprüngliche florale Rankendekor ist weiß übermalt. Eine spätgotische Sakramentsnische aus der  Zeit um 1500 ist erhalten.

### Orgel
Die Kirchenorgel wurde im Lauf der Geschichte mehrmals installiert, repariert oder durch ein neues Instrument ersetzt. 1857 baute der Orgelbauer Nicolaus Schrickel aus Eilenburg eine neue Orgel. Die heutige Orgel mit ihren neugotischen Prospekt ist ein Werk von Wilhelm Rühlmann vom Ende des 19. Jahrhunderts, die nach einer Restaurierung 2024 wieder eingeweiht wurde.

### Glocken
Die Glocken der Kirche haben eine wechselvolle Geschichte. Dem Brand von 1653 fielen auch die Glocken zum Opfer. Aus dem eingeschmolzenen Metall schuf der Glockengießer Peter Stengler zwei neue Glocken, die in einer Gießerei in Leipzig gegossen wurden. 1917 wurde die kleine Bronzeglocke für militärische Zwecke eingeschmolzen und 1922 durch eine neue ersetzt. Auch diese Glocke wurde 1940 für Kriegszwecke eingeschmolzen und erst 1957 durch eine Hartgussglocke ersetzt.

### Grab- und Gedenksteine
Drei stark verwitterte Grabsteine mit Inschriften, Draperien, Putten und Akanthusdekor stammen aus der Übergangszeit vom 17. zum 18. Jahrhundert. An der Nordseite der Kirche befindet sich ein Denkmal für die Gefallenen des Ersten Weltkrieges.